# Cven
Cven – wieś w Słowenii, w gminie Ljutomer. W 2018 roku liczyła 573 mieszkańców.